# The First Churchills
The First Churchills é uma série britânica da BBC2 de 1969, sobre a vida de John Churchill, 1.º Duque de Marlborough, e a sua esposa, Sarah Churchill, Duquesa de Marlborough. É protagonizada por John Neville no papel do duque e Susan Hampshire como a duquesa, foi escrito e produzido por Donald Wilson e foi dirigido por David Giles.
Esta série foi exibida em Portugal na RTP1, entre 12 de abril e 5 de julho de 1972, às quartas-feiras, às 22 horas, após o "Telejornal".

## Sinopse
A série apresenta a vida de John Churchill, 1.º Duque de Marlborough e Sarah Churchill, Duquesa de Marlborough desde o seu encontro em 1673 até um momento logo após a morte da rainha Ana da Grã-Bretanha em 1714, e ilustra o contexto da política inglesa da época, retratando os conflitos entre a Inglaterra e França, Espanha e os Países Baixos. Como muitos seriados da BBC da época, foi feito com baixo orçamento, com sets de estúdio de som, e geralmente evitou cenas de batalha e multidão porque eram incapazes de ser encenados de maneira convincente. A série é baseada na vida do famoso descendente dos Marlboroughs, Winston Churchill, do seu ancestral, o Duque, e, como tal, apresenta um retrato muito favorável dos Marlboroughs.

## Elenco
- Susan Hampshire como Sarah Churchill, Duquesa de Marlborough
- John Neville como John Churchill, 1.º Duque de Marlborough
- James Villiers como Carlos II de Inglaterra
- John Westbrook como Jaime II de Inglaterra
- Sheila Gish como Maria de Módena
- Alan Rowe como Guilherme III de Inglaterra
- Lisa Daniely como Maria II de Inglaterra
- Margaret Tyzack como Ana da Grã-Bretanha
- Roger Mutton como Jorge da Dinamarca
- Robert Robinson como Luís XIV de França
- John Standing como Sidney Godolphin, 1.º Conde de Godolphin
- Frederick Peisley como Anthony Ashley Cooper, 1.º Conde de Shaftesbury
- Job Stewart como Charles Talbot, 1.º Duque de Shrewsbury
- James Kerry como Jaime Scott, 1.º Duque de Monmouth
- Richard Pearson como Robert Harley, 1.º Conde de Oxford e Conde Mortimer
- Moira Redmond como Barbara Palmer, 1.ª Duquesa de Cleveland
- Richard Warwick como Francis Godolphin, 2.º Conde de Godolphin
- Polly Adams como Henrietta Godolphin, 2.ª Duquesa de Marlborough
- Graham Armitage como John Wilmot, 2.º Conde de Rochester
- Colin Bean como William Russel, Lorde Russel
- Consuela Chapman como Louise Renée de Pennancoet de Kéroualle, Duquesa de Portsmouth
- Michael Culver como Charles Churchill
- Andria Lawrence como Nell Gwyn
- Michael Lynch como D'Artagnan
- Kay Patrick como Henrietta Wentworth, 6.ª Baronesa Wentworth
- Arthur Pentelow como Thomas Osborne, 1.º Duque de Leeds
- Bruce Purchase como George Villiers, 2.º Duque de Buckingham
- John Ringham como Laurence Hyde, 1.º Conde de Rochester
- Nicholas Smith como Titus Oates
- Michael Attwell como Henry St John, 1º visconde Bolingbroke
- Jill Balcon como Abigail Masham
- Freddie Wilson como Jaime Francisco Eduardo Stuart
- Yvonne Antrobus como Anne Churchill
- Robert Mill como Charles Spencer, 3.º Conde de Sunderland
- William Job como Adam de Cardonnel
- Bernard Taylor como William Cadogan, 1.º Conde de Cadogan
- Francis Wallis como John Churchill, Marquês de Blandford
- David King como Anthonie Heinsius
- Kenneth Ives como Johann Wenzel Wratislaw von Mitrowitz
- John Saunders como Eugénio de Saboia
- Edward Dentith como Camille d'Hostun, Duque de Tallard
- Guy Standeven como Maximiliano II Emanuel, Eleitor da Baviera
- Donald Sumpter como John Cutts, 1.º Barão de Cutts
- Clive Cazes como Luís Guilherme, Marquês de Baden-Baden
- John Carlin como John Vanbrugh
- Gordon Whiting como Samuel Masham, 1.º Barão de Masham
- Charles West como John Somers, 1.º Barão de Somers
- Derek Cox como Jean-Baptiste Colbert, Marquês de Torcy
- Rosina Stewart como Elizabeth Seymour, Duquesa de Somerset
- Clifford Parrish como Charles Seymour, 6.º Duque de Somerset
- Austin Trevor como George Savile, 1.º Marquês de Halifax
- John Humphry como Robert Spencer, 2.º Conde de Sunderland
- Lillias Walker como Anne Spencer, Condessa de Sunderland
- Kevin Stoney como William Sancroft
- Roger Booth como William Bentinck, 1.º Conde de Portland, mais tarde Lorde de Portland
- Davyd Harries como Robert Young
- Julian d'Albie como Thomas Sprat
- Graham Leaman como Thomas Tenison
- Michael Reynolds como Guilherme, Duque de Gloucester

## Episódios
| #  | Título original            | Título em Portugal                            | Exibição original      | Exibição original   |
| -- | -------------------------- | --------------------------------------------- | ---------------------- | ------------------- |
| 1  | "The Chaste Nymph"         | A Ninfa Pura                                  | 27 de setembro de 1969 | 12 de abril de 1972 |
| 2  | "Bridals"                  | Bodas /O Casamento                            | 4 de outubro de 1969   | 26 de abril de 1972 |
| 3  | "Plot Counter-Plot"        | Conspiração Contra-Conspiração /A Conspiração | 11 de outubro de 1969  | 3 de maio de 1972   |
| 4  | "The Lion and the Unicorn" | O Leão e o Unicórnio                          | 18 de outubro de 1969  | 10 de maio de 1972  |
| 5  | "Rebellion"                | Rebelião                                      | 25 de outubro de 1969  | 17 de maio de 1972  |
| 6  | "The Protestant Wind"      | O Vento Protestante                           | 1 de novembro de 1969  | 24 de maio de 1972  |
| 7  | "Trial of Strength"        | Teste de Força                                | 8 de novembro de 1969  | 31 de maio de 1972  |
| 8  | "The Queen Commands"       | A rainha Manda /A rainha Ordena               | 15 de novembro de 1969 | 7 de junho de 1972  |
| 9  | "Reconciliation"           | Reconciliação                                 | 22 de novembro de 1969 | 14 de junho de 1972 |
| 10 | "A Famous Victory"         | Uma Vitória Famosa                            | 29 de novembro de 1969 | 21 de junho de 1972 |
| 11 | "Breaking the Circle"      | Quebrando o Círculo                           | 5 de dezembro de 1969  | 28 de junho de 1972 |
| 12 | "Not Without Honour"       | Não Sem Respeito /Não sem honra               | 13 de dezembro de 1969 | 5 de julho de 1972  |